# 로즈 타일러
로즈 타일러 (Rose Tyler)는 영국의 SF 드라마 《닥터 후》의 등장인물로, 드라마 프로듀서 러셀 T 데이비스가 만들어내고 빌리 파이퍼가 연기했다. 2005년 《닥터 후》의 부활로 뉴 시즌이 시작될 당시 주인공 닥터의 새로운 모험 동행자로 처음 등장한다. 9대 닥터와 10대 닥터의 동행자로 정기 출연하며, 한 에피소드에서는 11대 닥터와 함께 등장하기도 한다. 
로즈 타일러는 '시청자의 대리인'으로 구상된 캐릭터로, 1989년 이래 오랫동안 휴방기에 들어갔던 《닥터 후》의 신화를 새로운 시청자들에게 소개하기 위한 첫번째 시즌의 비결이었다. 배우를 맡은 빌리 파이퍼는 정기 배역으로 드라마에 계속 출연하면서 크리스토퍼 에클스턴, 데이비드 테넌트와 함께 드라마를 대표하는 배우로 거듭났다. 시리즈 1 (2005년)과 시리즈 2 (2006년)에서 정기 출연한 빌리 파이퍼는 이후 시리즈 4 (2008년)의 세 개 에피소드에도 출연하였고, 2010년과 2013년 스페셜 에피소드에서도 각각 등장했다.
작중 로즈는 런던에 사는 노동계층인 19세 점원으로, 엄마 재키 타일러 (카밀 코두리)와 남자친구 미키 스미스 (노엘 클라크)인 자신의 조역들과 함께 시리즈 1의 동명의 첫 에피소드에서 처음으로 등장한다. 시리즈 1에서 로즈가 보여주는 인간적인 면모와 행동은 닥터의 외계인스러운 면모와 대비된다. 닥터는 로즈를 소중하게 생각하고 의존하며, 로즈를 위해서 아홉번째 생애를 희생한다. 로즈는 새로운 모습의 닥터와 함께하며 믿음을 점점 키우게 되고, 사랑에 빠지고 있다는 것을 깨닫게 된다. 그러나 둘은 시리즈 2 최종화에서 서로 영원히 헤어지며, 시리즈 4에서 일시적으로 귀환하여 닥터와의 관계를 마저 해결한다.
시리즈가 진행되면서, 데이비스가 로즈의 현실적인 자질과 전형적인 영국스러움을 강조한 반면 파이퍼와 에클스턴은 모두 로즈의 영웅적인 특징을 강조했다. 비평가들의 반응은 처음 두 시리즈 내에서 캐릭터의 전반적인 역할을 칭찬하는 한편 캐릭터가 이전 동행자들보다 더 발달했고, 더 독립적이며, 닥터에 더욱 필적했던 점에 주목했다. 하지만 2008년 시즌 4에서 귀환했을 당시에는 좀 더 엇갈린 반응이었다. 빌리 파이퍼는 로즈 역으로 두 번의 내셔널 텔레비전 어워즈 수상을 비롯한 수많은 상들을 받았고, 시리즈 내 초기 역할일 때부터 많은 '최고의 동행자' 조사에서 높은 순위에 선정되었다. 드라마에서 하차한 뒤에도 빌리 파이퍼는 배우로서 세간의 이목을 끄는 작품 속 배역을 연기하며, 어느 정도는 《닥터 후》에서 자신의 연기에 대한 결과로 보이는 성공을 경험했다.

## 등장

### 텔레비전
로즈네 가족은 2005년 첫번째 시즌의 동명의 첫 에피소드에서 처음으로 등장한다. 로즈는 오톤의 공격으로부터 닥터 (크리스토퍼 에클스턴)라는 이름의 기이한 외계 종족 타임 로드에게 구출되고, 그와 함께 지구 침공을 막는다. 닥터는 로즈에게 동행자가 되줄 것을 청하고, 첫번째 시간 여행으로 지구 종말의 날로 데려간다. 그곳에서 닥터는 로즈의 폰을 개조하여 엄마 재키(커밀 코두리)와 남자친구 미키(노엘 클라크)에게 계속 연락할 수 있도록 해준다.
로즈는 닥터와 시공간 여행을 하던 중 갓난아기였을 때 돌아가신 아버지 피트 타일러(숀 딩월)의 목숨을 구하려다, 끔찍한 사건을 자초하여 역사에 관여하지 않는 것이 얼마나 중요한지를 깨닫는다. 이러한 여정 내내 로즈와 닥터는 알 수 없이 되풀이되는 두 단어, 'Bad Wolf'에게 시달린다. 로즈와 닥터, 그리고 새로운 동행자인 캡틴 잭(존 배로먼)은 우주정거장 제5위성에서 사악한 외계 종족 달렉들의 막을 수 없는 군대를 마주했을 때 이 구절의 의미를 알아차리게 된다. 시리즈 마지막화 "The Parting of the Ways"에서 로즈는 닥터가 지구로 자신의 집에 돌려보낸 후 그에게 되돌아가기 위해서 닥터의 타임머신인 타디스의 콘솔을 들어내고, 시간 소용돌이의 힘으로 채워지게 된다. 로즈는 돌아가자마자 시공간의 무한대까지 자신의 힘을 이용하여 'Bad Wolf'란 단어를 시공간 전체에 흩뿌리고, 신과 맞먹는 자신의 힘을 이용해서 달렉의 침공으로부터 온 우주를 구할 수 있는 순간으로 스스로를 인도하게 한다. 닥터가 로즈를 에너지의 해로운 영향으로부터 목숨을 구하려고 그녀와 키스해서 에너지를 빼내기 전, 로즈는 달렉의 총격으로 죽은 잭을 되살리고 달렉 함대를 파괴한다. 로즈는 닥터가 죽을 것처럼 보이고 새 사람(데이비드 테넌트)으로 재생성하자 공포감에 빠진다. 새로운 모습으로 나타난 닥터는 잭을 제5위성에 남겨둔 채 타디스와 놀란 로즈를 지구로 데려가기를 계속한다.
2005년 크리스마스 스페셜 "The Christmas Invasion"에서 새 닥터와 로즈는 크리스마스날 지구에 도착하는데, 닥터는 시코락스의 침공이 한창일 때 재생성의 부담으로 기절하고 만다. 깨어나서 지구를 구한 닥터는 미지의 지역으로 둘이서 여행을 떠나기 전 로즈와 함께 크리스마스 저녁식사를 즐긴다. 두번째 시리즈 (2006) 내내 로즈와 닥터는 서로에게 점점 가까워지게 된다. 둘은 늑대인간을 물리친 뒤, 그들을 제국에 대한 위협으로서 추방하는 한편 닥터와 다른 외계인들을 추적하는 것이 목표인 토치우드 기관을 세우게 한 빅토리아 여왕(폴린 콜린스)에게 기사작위를 받는다. 그들의 관계는 닥터의 전 동행자 사라 제인 스미스(엘리자베스 슬레이든)의 제안으로 잠시 미키가 여행에 짝으로 합류했을 때 갈등의 원인임이 드러난다. 평행 우주에서 발이 묶인 사이, 로즈는 결코 돌아가시지 않고 부유한 사업가인 모습의 아빠를 만나게 된다. 더 이상 자신이 예비 부품인 것 같은 기분이 들고 싶지 않았던 미키는 사이버맨(인간들을 자신들의 부류로 변환시키려고 하는 감정이 없는 사이보그)과 맞서 싸우기 위해 이 세계에 남아있기로 결심한다. 다시 닥터와 함께 혼자가 된 로즈는 신화 속의 야수를 마주하는데, 그는 로즈가 곧 전투에서 죽을 것이라고 예언한다. 이 날은 현재에 토치우드 기관의 지휘자 이본 하트먼(트레이시앤 오버먼)이 뜻하지 않게 사이버맨 군대와 달렉의 스카로 교단을 로즈의 현실세계로 불러들여서 이들이 전쟁을 시작하는 그 때 찾아오게 된다. 사이버맨과 달렉들이 통해서 왔던 '보이드'에 이들을 다시 봉인하는 과정에서 로즈는 우주 간 벽들이 봉인되었기 때문에, 결국 재키 타일러와 반대 우주의 피트 타일러와 함께 평행세계에 머무르게 되는데, 이후 자신의 우주에서 사망한 것으로 신고된다. 몇 달이 흐른 후, 닥터는 로즈에게 작별인사를 보낼 수 있게 된다. 그녀는 이제 그쪽 우주의 토치우드에서 일한다고 밝히고, 그에게 사랑한다고 고백한다. 닥터가 대답하기 전 둘 사이의 연결은 끊어지고 만다.
스핀오프 드라마 《토치우드》 (2006 ~ 2011)에서 시청자들은 잭을 부활시킨 로즈의 행동이 그에게 죽지 못하는 저주를 내리게 만들었다는 사실을 알게 된다. 로즈의 빈자리와 그녀로 인한 닥터의 고통스런 소외는 시리즈 3에 등장하는 닥터의 동행자 마사 존스(프리마 아저먼)와 다투는 시점에 드러나는데, 기억들을 놔둔 채 인간으로 살고 있는 닥터를 마사가 지키고 있을 때에도 닥터가 꿈을 꾸는 사람은 로즈이다. 드라마의 네번째 시리즈 (2008)에서 닥터가 도나 노블(캐서린 테이트)과 재회할 때 로즈는 이상하게도 닥터의 삶 속에서 모습을 보이기 시작하는데, 처음에 도나에게만 보이고 그 다음에는 소리없는 영상 메시지로 보이지만 닥터가 알아차리지 못한다. 도나가 외계 점쟁이(치포 청)에게 속아넘어가서 닥터가 죽어버린 타임라인을 생성하게 되었을 때 타임라인을 바로잡으러 자신의 평행세계에서 넘어온 사람은 바로 로즈였는데, 도나를 올바른 타임라인으로 되돌려보내기 위해 초자연현상 담당 군사조직인 UNIT과 함께 일하고 있었다. 그녀는 닥터에게 경고하기 위해 도나에게 한마디를 하는데, 바로 'Bad Wolf'였다. 닥터는 이것이 현실세계 자체가 위협받고 있다는 신호라고 판단한다. 이후 실재를 말소해버리려는 다브로스(줄리언 블리치)의 음모 와중에 로즈는 그와 달렉들의 군대를 막아내기 위해서 닥터와 그의 동행자인 도나, 마사, 잭, 사라 제인과 연합한다. 전투 도중에 반은 인간인 닥터가 만들어지고 달렉들을 쓸어버린다. 닥터는 전쟁 중에 만들어졌고 대학살에 관여하여 감정 치유가 필요한 반이 인간인 닥터와 함께 로즈를 대체 우주로 되돌려보낸다. 로즈는 닥터가 예전에 작별할 때 못했던 말을 하게 만들려고 한다. 닥터는 대답하지 않지만 반이 인간인 닥터는 그녀의 귀에 대서 속삭이고 로즈는 그와 키스한다. 닥터는 반은 인간인 닥터와 함께 있는 로즈를 뒤로 한 채 물러난다. "The End of Time" (2010)의 마무리 장면에서 닥터는 재생성하기 바로 전에 2005년이 시작된 지 몇분 안 지난 로즈의 주택 단지로 간다. 그는 어두운 곳에서 로즈에게 말을 거는데, 환상적인 해를 보낼 것이라고 장담한다.
빌리 파이퍼는 드라마 50주년 기념 에피소드인 "The Day of the Doctor" (2013)에서 '모멘트'란 이름을 가진 의식이 존재하는 대량학살 무기의 인터페이스 역으로 귀환했다. 전쟁의 닥터(존 허트)는 달렉과 타임 로드 모두 파멸시키도록 모멘트를 이용하여 걷잡을 수 없어진 시간 전쟁을 끝내려고 한다. 훗날 닥터에 대한 그녀의 중요성을 선택한 로즈 타일러의 모습을 쓴 모멘트는 그 결정이 미래의 자신에게 어떻게 영향을 미치는지 보여주면서, 닥터에게 대안된 행동 전개를 구하라고 설득하려 한다.